# دمیتری مندلیف
دمیتری ایوانُویچ مِندِلیف (به روسی: Дмитрий Иванович Менделеев)، شیمی‌دان معروف اهل روسیه بود. وی پایه‌گذار جدول تناوبی عناصر شیمیایی است، او به وسیلهٔ جدول توانست وجود تعداد زیادی از عنصر‌های کشف نشده را پیش‌بینی نماید. وی ترتیب قرار گرفتن عنصرها را در جدول بر پایهٔ افزایش تدریجی جرم اتمی آن‌ها در یک تناوب به صورت افقی قرار داد تا به این وسیله خواص شیمیایی در یک گروه به صورت عمودی تکرار شود.

## زندگی
دیمیتری ایوانویچ مِندِلیف، فرزندِ یکی از مدیرانِ یک مدرسهٔ محلّی، در ۸ فوریهٔ ۱۸۳۴ در روستایی نزدیک شهر توبولسک در کشور روسیه متولد شد. پدربزرگ وی، پاول ماکسیمویچ سوکودوف، یک کشیش در کلیسای ارتدکس و پدر وی معلم علوم سیاسی، فلسفه و هنرهای زیبا بود.
تصور می‌شود که مندلیف کوچک‌ترین فرد خانواده در میان ۱۱، ۱۳ ،۱۴ یا ۱۷ فرزند بوده‌است. بعد از نابینا شدن پدر مندلیف و از دست دادن شغل تدریس، مادر وی، مجبور به کار شد و کارخانهٔ شیشه‌ای را که متعلق به آن‌ها ولی رهاشده بود احیا کرد. در سن ۱۳ سالگی در پی درگذشت پدرش و تخریب کارخانهٔ شیشه در آتش‌سوزی دمیتری وارد مدرسهٔ ژیمناسیم (به انگلیسی: Gymnasium) در توبولسک (به انگلیسی: Tobolsk) شد.
وی در سال ۱۸۶۵ دکترای علوم را به خاطر پایان‌نامه‌اش با عنوان «دربارهٔ ترکیبات آب با الکل» دریافت کرد. در سال‌های ۱۸۶۴ و ۱۸۶۵ به ترتیب استاد شیمی در مؤسسهٔ ایالتی تکنولوژی سن پترزبورگ و دانشگاه ایالتی سن پترزبورگ شد.
با اینکه مندلیف افتخارات زیادی در سازمان‌های علمی سرتاسر اروپا از جمله انجمن سلطنتی انگلستان داشت، در ۱۷ اوت ۱۸۹۰ از دانشگاه سن پترزبورگ استعفا داد. او در ۱۸۹۳ به عنوان مدیر اداره بین‌المللی اوزان و مقیاس‌ها منصوب شد.
در سال ۱۹۰۵ مندلیف به عنوان عضو آکادمی سلطنتی علوم سوئد انتخاب شد. یک سال بعد از آن کمیسیون شیمی نوبل کمیتهٔ جایزهٔ نوبل شیمی، مندلیف را به خاطر کشف ساختار تناوبی عناصر برای جایزه نوبل سال ۱۹۰۶ به آکادمی سوئد توصیه نمود. بخش شیمی آکادمی سوئد این پیشنهاد را به صورت مشروط پذیرفت، اما برخلاف انتظار در جلسهٔ اصلی آکادمی، یک مخالف از اعضای کمیتهٔ نوبل، پیشنهاد انتخاب هانری مواسان، فرد مورد نظر خود را مطرح نمود. سوانت آرنیوس نیز با وجود اینکه عضو کمیتهٔ نوبل نبود با بیان این که کشف ساختار تناوبی عناصر، برای جایزه نوبل سال ۱۹۰۶ قدیمی است با انتخاب مندلیف مخالفت نمود. به گفتهٔ برخی از معاصران او، آرنیوس به دلیل انتقاد مندلیف از نظریهٔ تفکیک وی، با انتخاب او مخالفت کرد. سرانجام پس از بحثی طولانی، اکثریت آکادمی به هانری مواسان رأی دادند. تلاش برای انتخاب مندلیف برای جایزه نوبل سال ۱۹۰۷ نیز با مخالفت کامل آرنیوس بی فرجام ماند.

دمیتری ایوانویچ مِندِلیف در سال ۱۹۰۷ در سن ۷۲ سالگی بر اثر آنفلوآنزا در سن پترزبورگ درگذشت.

## ایدهٔ ارتباط جرم اتمی با ویژگی‌های آنها
در آن زمان تنها شصت و سه عنصر از نظر رسمی شیمی‌دان‌ها شناخته شده بود. مِندِلیف در این اندیشه بود که خواص فیزیکی و شیمیایی عناصر تابعی از جرم اتمی آن‌ها است. بدون قانون تناوبی نه پیش‌بینی خواص عناصر شیمیایی ناشناخته میسر بود و نه پی‌بردن به فقدان یا غیبت برخی از عناصر. کشف عناصر منوط به مشاهده و بررسی بود. قانون تناوبی راه جدیدی در این زمینه گشود.
جدول تناوبی پایه‌ای برای این کار شد. ساختار این جدول نشان می‌داد که در چه جاهایی مکان خالی باقی می‌ماند که می‌بایست در آینده پر یا توجیه شود. با آگاهی از خواص عناصر موجود در جوار این مکان‌های خالی می‌شد خواص مهم آن عنصرهای ناشناس را تخمین زد و چند مشخصه مقداری آن‌ها (جرم‌های اتمی، چگالی، نقطه ذوب و نقطه جوشش و مانند آن‌ها را) به کمک نتیجه‌گیری‌های منطقی و چند محاسبهٔ ریاضی ساده، تعیین کرد.

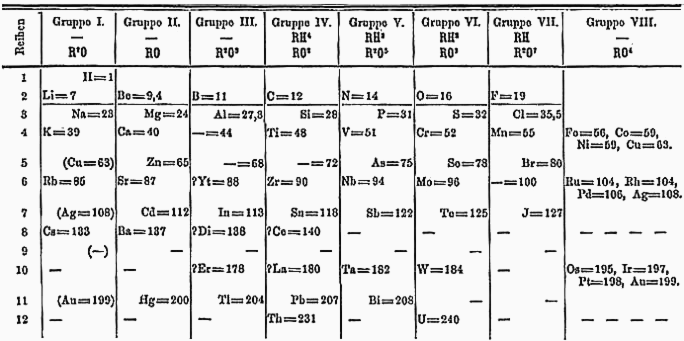
جدول تناوبی نوشته شده توسط مندلیف

او جدولی درست کرد و شصت و سه عنصر شناخته شده را به ترتیب جرم‌های اتمی‌شان در جدول قرار داد. تعداد عناصر در سطرهای جدول یکی نبود مثلاً سطر پنجم ۳۲ عنصر داشت در حالی که سطر ششم تنها شامل ۶ عنصر بود؛ ولی عناصری که خواص آن‌ها شبیه به هم بود در این جدول نزدیک هم قرار داشتند و بدین علت مقداری از خانه‌های جدول خالی ماند. مندلیف در مورد خانه‌های خالی اظهار داشت که خانه‌های خالی متعلق به عناصری است که تاکنون شناخته نشده‌اند. وی این نتیجه را در سال ۱۸۶۹ به جامعهٔ شیمی روسیه تقدیم کرد.

## پایه‌گذاری جدول تناوبی

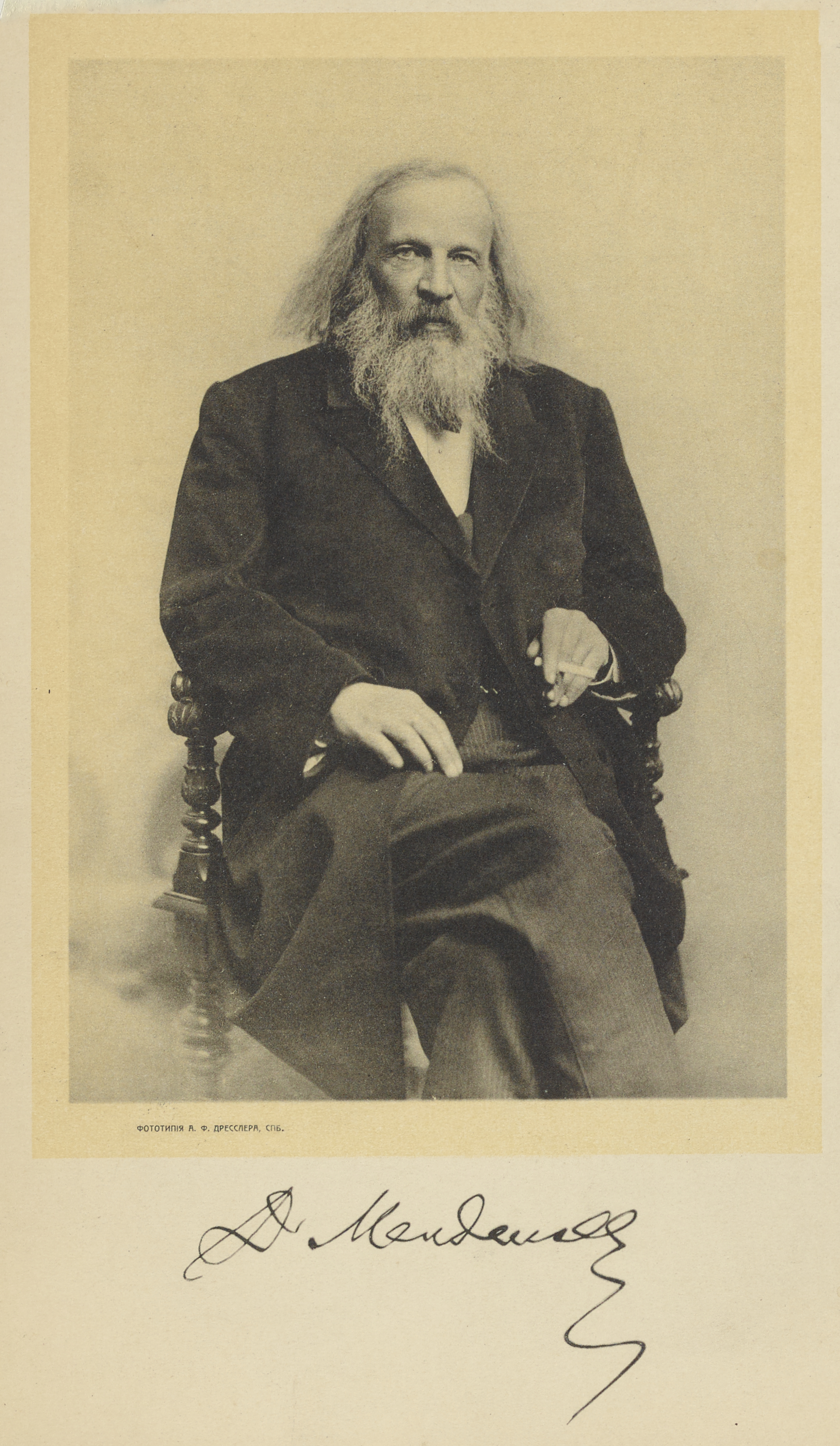
مندلیف در سال ۱۸۹۷

تمبر یادبود دمیتری مندلیف - انتشار در سال ۱۹۳۴ - روسیه

تمبر یادبود دمیتری مندلیف - انتشار در سال ۱۹۳۴ - روسیه

در سال ۱۸۶۳ با عنصرهای تازه پیداشده‌ای که با نرخ تقریبی یک عنصر در سال معرفی می‌شدند تعداد عناصر شناخته‌شده ۵۶ عنصر بود. جان نیولندز در سال ۱۸۶۵ با انتشار توصیف قانون اکتاو، به وزن نسبی اتمی توجه کرد. این پیشنهاد، بالقوه وجود عناصر جدیدی مانند ژرمانیوم را مشخص کرد. این مفهوم مورد انتقاد قرار گرفت و نوآوری او تا سال ۱۸۸۷ توسط انجمن شیمیدانان به رسمیت شناخته نشد. لوتار مایر هم در نوشتاری در سال ۱۸۶۴، ۲۸ عنصر بالقوه را با توجه به ظرفیت شیمیایی آن‌ها تخمین زد.
جدول مندلیف که وجود ۹۲ عنصر را پیش‌بینی می‌کرد به غیر از لوتار مایر؛ که یک سال بعد از مندلیف جدولی مشابه با جدول مندلیف انتشار داده بود، طرفداری نداشت. پیش‌بینی‌های به ظاهر عجیب مندلیف زمان درازی به صورت مثال‌های موجود در همه کتاب‌های شیمی درآمده بود و کمتر کتاب شیمی وجود دارد که در آن از «اکاآلومینیوم» و «اکابور» و «اکاسیلیسیم» یاد نشده باشد، عناصری که بعدها پس از کشف به نام‌های گالیوم، اسکاندیم ژرمانیوم نامیده شدند.
در میان سه عنصری که مندلیف پیش‌بینی کرده بود «اکاسیلیوم» (ژرمانیوم) بعد از سایرین کشف شد (۱۸۸۷) و کشف آن بیش از کشف دو عنصر دیگر مرهون یاری بخت و تصادف مساعد بود. در واقع کشف گالیوم توسط بویسباودران (۱۸۷۵) مستقیماً توسط روش‌های طیف‌سنجی بود و جدا کردن اسکاندیم توسط نیلسون و کلیو (۱۸۷۹) مربوط به بررسی دقیق خاک‌های نادر بود که در آن زمان اوج گرفته بود. اندک اندک همه پیشگویی‌های مندلیف تحقق یافتند. آخرین تأیید در مورد وزن مخصوص اسکاندیم فلزی بود. در سال ۱۹۳۷، فیشر شیمیدان آلمانی موفق به تهیه اسکاندیم با درجه خلوص ۹۸ درصد شد. وزن مخصوص آن سه گرم بر سانتی‌متر مکعب بود و این دقیقاً همان رقمی است که مندلیف پیش‌بینی کرده بود.
در پاییز سال ۱۸۷۹، انگلس کتاب جامعی به دست آورد که نویسندگانش روسکو و شورلمر بودند. در آن کتاب برای نخستین بار به پیشگویی «اکاآلومینیوم» توسط مندلیف و کشف آن تحت نام گالیوم اشاره شده بود. در مقاله‌ای که بعدها انگلس در کتابی هم نقل کرده‌است، اشاره به مطلب آن کتاب شیمی شده‌است و نتیجه گرفته‌است که: «مندلیف با به کار بردن ناخودآگاه قانون تبدیل کمیت به کیفیت هگل، واقعیتی علمی را تحقق بخشید که از نظر تهور فقط قابل قیاس با کار لوریه در محاسبه مدار سیاره ناشناخته نپتون بوده‌است.»
با کشف آرگون (در ۱۸۹۴)، هلیوم و استفادهٔ ویلیام رمزی از جدول مندلیف برای پیش‌بینی وجود عناصر نئون، کریپتون و گزنون، جدول مندلیف سرشناس شد. در این سال‌ها بود که تمام آکادمی‌های کشورهای جهان او را به عضویت دعوت نمودند.
از هنگامی که جدول مندلیف به وجود آمد خانه‌های خالی آن یکی پس از دیگری با کشف عناصر پر می‌شد و آخرین خانه خالی جدول در سال ۱۹۳۸ با کشف آکتینوم در پاریس پر شد.

## دیگر دستاوردها

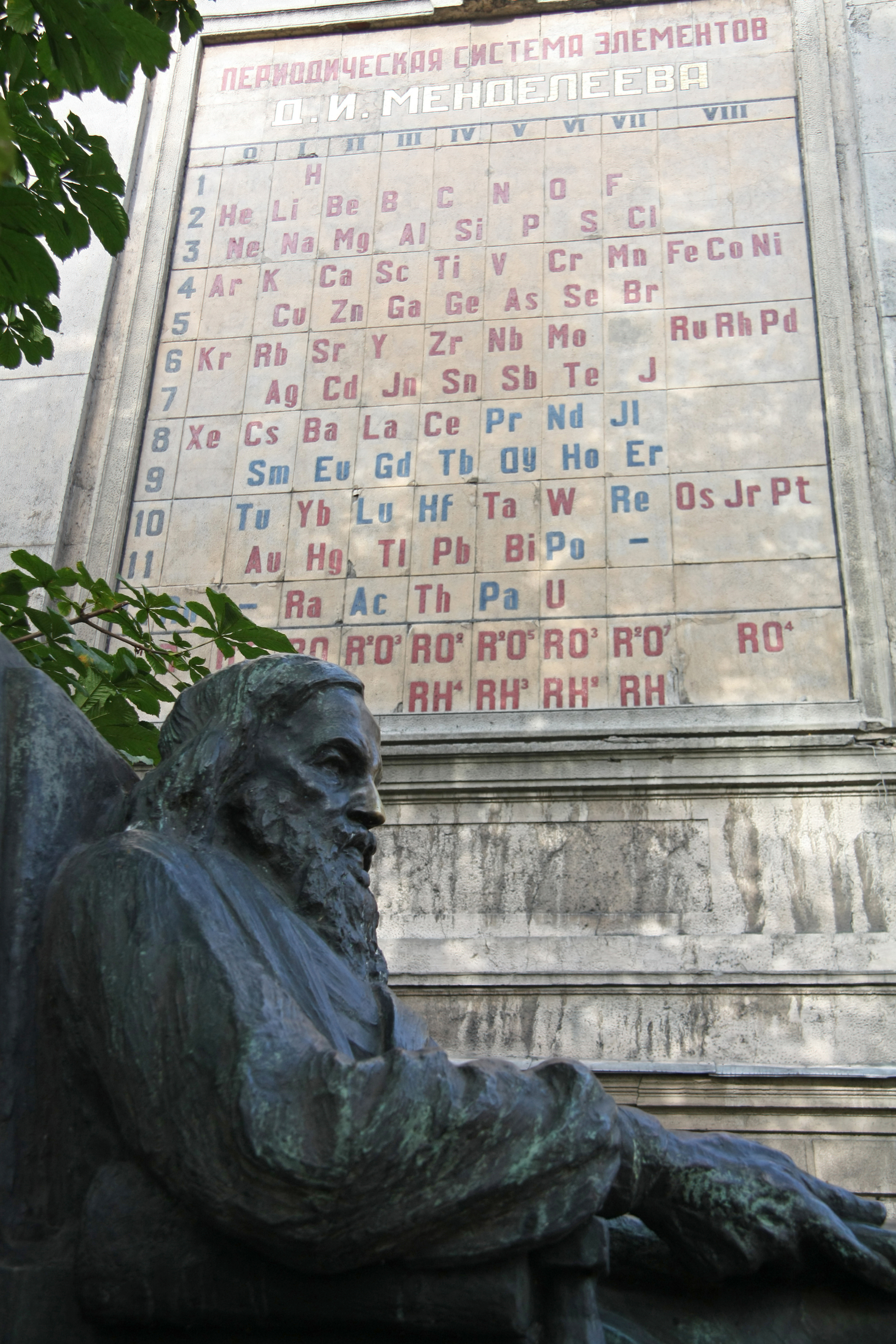
بنای یادبود وی -روسیه

مندلیف همچنین در مطالعات دیگری در شیمی سهم مهمی داشته‌است. شیمیدان و مورخ علم روس، لو چوگایف از او با عنوان یک شیمیدان نابغه، فیزیکدانی تراز اول، پژوهشگری پرثمر در زمینه‌های هیدرودینامیک، هواشناسی، زمین‌شناسی، برخی زمینه‌های فناوری شیمی نظیر مواد منفجره، نفت و سوخت؛ و دیگر مباحث نزدیک به فیزیک و شیمی؛ یک متخصص در صنایع شیمیایی و به‌طور کلی متخصص در صنعت و نیز یک متفکر اصیل در اقتصاد یاد کرده‌است. مندلیف در زمینهٔ علوم کشاورزی نیز کار کرد و در مورد اتر نیز فرضیاتی طرح نمود.
در مطالعات خود در زمینهٔ شیمی‌فیزیک، مندلیف انبساط مایعات با گرما را بررسی نمود و یک رابطه شبیه به قانون گیلوساک در مورد یکنواختی انبساط گازها به دست آورد.
او منشأ پیدایش نفت را مورد بررسی قرار داد و نتیجه گرفت که هیدروکربن‌ها در اعماق زمین تشکیل شده‌اند. مندلیف همچنین ترکیبات تشکیل دهندهٔ نفت را بررسی کرد و در ساخت اولین پالایشگاه نفت در روسیه کمک نمود. وی متوجه اهمیت نفت به عنوان منبع مشتقات نفتی و مواد حاصل از نفت شده بود. این تعبیر معروف از اوست که سوزاندن نفت به عنوان سوخت «همانند برافروختن اجاق گاز با اسکناس است».

## زندگی خصوصی
مندلیف دو بار - یک بار در سال ۱۸۶۲ و دیگر بار در سال ۱۸۸۲ ازدواج کرد که ازدواج اول او در سال ۱۸۸۲ به جدایی انجامید. او از همسر اول خود یک پسر و دو دختر و از همسر دوم خود دو پسر و یک دختر داشت.